# Yannick
Yannick ist ein männlicher, selten weiblicher Vorname und Familienname.

## Herkunft und Bedeutung
Der Name ist der bretonische Diminutiv des männlichen Vornamens Yann.

## Verbreitung
Vor den 1980er Jahren war der Name Yannick wenig gebräuchlich in Deutschland. Ab Mitte der 1980er Jahre stieg seine Popularität stark an. Seine höchste Platzierung in den deutschen Vornamenscharts erreichte der Name im Jahr 1997 mit Rang 5 der beliebtesten Jungennamen. 2003 tauchte der Name zuletzt in den Top-10 der deutschen Vornamenscharts auf. Seitdem sinkt die Beliebtheit des Namens.
In Deutschland ist die Schreibweise Jannik (53,9 %) die beliebteste, gefolgt von Yannick (12,8 %) und Yannik (12,7 %), die übrigen Schreibweisen tragen jeweils weniger als 10 % der Namensträger.

## Varianten

### Männliche Varianten
- Dänisch: Jannik, Jannick, Janik, Jannic
- Deutsch: Jannik, Yannik, Janick, Janic, Yanik, Janek, Jannek, Jannick
- Estnisch: Janek
- Französisch: Yanick, Yanic
  - Bretonisch: Yann, Yanick, Yannig, Yannic
- Kroatisch: Janić
- Polnisch: Janek
- Tschechisch: Janek

### Weibliche Varianten
- Bulgarisch: Яница Janica, Janiza
- Deutsch: Jannika, Janika
- Französisch: Yanick, Yanic
  - Bretonisch: Yanna, Yanick, Yannig, Yannic
- Norwegisch: Jannike, Jannicke
- Schwedisch: Jannika, Jannike

Für weitere Varianten: siehe Johannes #Varianten

## Namenstag
- 24. Juni (Johannes der Täufer, Johannistag)
- 27. Dezember (Apostel Johannes)

## Namensträger

### Yannick
- Yannick Agnel (* 1992), französischer Schwimmer
- Yannick Bellon (1924–2019), französische Regisseurin und Filmeditorin
- Yannick Bertrand (* 1980), französischer Skirennläufer
- Yannick Bisson (* 1969), kanadischer Schauspieler
- Yannick Bruynoghe (1924–1984), belgischer Autor, Journalist und Veranstalter
- Yannick Buffet (* 1979), französischer Skibergsteiger
- Yannick Carrasco (* 1993), belgisch-spanischer Fußballspieler
- Yannick Dalmas (* 1961), französischer Rennfahrer
- Yannick Deichmann (* 1994), deutscher Fußballspieler
- Yannick Djaló (* 1986), portugiesischer Fußballspieler
- Yannick Ecoeur (* 1981), Schweizer Skibergsteiger
- Yannick Franke (* 1996), niederländischer Basketballspieler
- Yannick Gerhardt (* 1994), deutscher Fußballspieler
- Jannick Gnoth (* 1990), deutscher Radrennfahrer
- Yannick Haenel (* 1967), französischer Schriftsteller
- Yannick Hanfmann (* 1991), deutscher Tennisspieler
- Yannick Hölzl (* 1997), deutscher Handballspieler
- Yannick Imbs (* 1985), französischer Fußballspieler
- Yannick Jauzion (* 1978), französischer Rugbyspieler
- Yannick Kamanan (* 1981), französischer Fußballspieler
- Yannick Le Saux (* 1965), französischer Fußballspieler
- Yannick Lebherz (* 1989), deutscher Schwimmer
- Yannick Mettler (* 1989), Schweizer Auto-Rennfahrer
- Yannick Nézet-Séguin (* 1975), kanadischer Dirigent
- Yannick Ngakoue (* 1995), US-amerikanischer American-Football-Spieler
- Yannick Nkurunziza (* 2002), burundischer Fußballspieler
- Yannick Noah (* 1960), französischer Tennisspieler
- Yannick Osée (* 1997), deutscher Fußballspieler
- Yannick Pelletier (* 1976), Schweizer Großmeister im Schach
- Yannick Pupo (* 1988), brasilianischer Fußballspieler
- Yannick Riendeau (auch Yanick Riendeau; * 1984), kanadischer Eishockeyspieler
- Yannick Riendeau (* 1988), kanadischer Eishockeyspieler
- Yannick Shetty (* 1995), österreichischer Politiker (NEOS)
- Yannick Singéry (1929–1995), französischer Jazzmusiker
- Yannick Stopyra (* 1961), französischer Fußballspieler
- Yannick Talabardon (* 1981), französischer Radrennfahrer
- Yannick Tremblay (* 1975), kanadischer Eishockeyspieler
- Yannick Vaugrenard (* 1950), französischer Politiker (Parti socialiste)
- Yannick Weber (* 1988), Schweizer Eishockeyspieler
- Yannick Zehnder (* 1997), Schweizer Eishockeyspieler

### Varianten mit Y
- Yannic Becker (* 1988), deutscher Schauspieler
- Yanick Brecher (* 1993), Schweizer Fußballtorhüter
- Yanick Dubé (* 1974), kanadischer Eishockeyspieler
- Yanick Dupré (1972–1997), kanadischer Eishockeystürmer
- Yannic Han Biao Federer (* 1986), deutscher Schriftsteller
- Yanick Gunsch (* 1997), italienischer Freestyle-Skier
- Yannic Hendricks (* 1990), deutscher Abtreibungsgegner
- Yanick Kindler (* 1995), Schweizer Unihockeyspieler
- Yanick Lahens (* 1953), haitianische Schriftstellerin und Radiomoderatorin
- Yanick Lehoux (* 1982), kanadischer Eishockeyspieler
- Yanick van Osch (* 1997), niederländischer Fußballtorwart
- Yanic Perreault (* 1971), kanadischer Eishockeyspieler
- Yannic Seidenberg (* 1984), deutscher Eishockeyspieler
- Yannic Thiel (* 1989), deutscher Fußballspieler
- Yannik Tiemann (* 1990), deutscher Jazzmusiker
- Yanic Truesdale (* 1970), kanadischer Schauspieler
- Yanick Wasser (* 2004), Schweizer Skispringer

### Varianten mit J
- Jannick Boldt (* 1993), deutscher Handballspieler
- Jannick Geisler (* 1992), deutscher Radrennfahrer
- Janick Gers (* 1957), britischer Rockmusiker, Gitarrist der Band Iron Maiden
- Jannik Inselkammer (1968–2014), deutscher Unternehmer
- Jannik Kohlbacher (* 1995), deutscher Handballspieler
- Jannick Green Krejberg (* 1988), dänischer Handballtorwart
- Jannik Paeth (* 1990), deutscher Schauspieler
- Jannek Petri (* 1975), deutscher Schauspieler
- Janek Rieke (* 1971), deutscher Schauspieler und Regisseur
- Jannik Scharmweber (* 1990), deutscher Schauspieler und Model
- Jannick Schibany (* 1993), österreichischer Fußballspieler
- Jannik Schümann (* 1992), deutscher Schauspieler und Synchronsprecher
- Jannik Sinner (* 2001), italienischer Tennisspieler
- Jannik Steimle (* 1996), deutscher Radrennfahrer
- Jannick Top (* 1947), französischer Fusionmusiker (Bass, Cello, Arrangement, Komposition)